# Porto Mantovano
Porto Mantovano ist eine norditalienische Gemeinde (comune) mit 16.653 Einwohnern (Stand 31. Dezember 2023) in der Provinz Mantua in der Lombardei.
Die Gemeinde liegt etwa 5 Kilometer nördlich von Mantua oberhalb des Mincio bzw. des Lago Superiore und etwa 40 Kilometer südwestlich von Verona.

## Geschichte
862 nach Christus wird ein Ort Portus de Mantua erstmals urkundlich erwähnt. Die Ortschaften standen während des Mittelalters unter der Herrschaft der Fürstenfamilie Gonzaga.

## Verkehr
Porto Mantovano liegt an der Strada Statale 62 von Mantua nach Verona. Südlich der Ortschaft verläuft die Strada statale 236 Goitese. An das Schienennetz ist Porto Mantovano angeschlossen mit einem Bahnhof in Sant’Antonio (Mantovano), der von Zügen der Bahnstrecke Verona-Mantua-Modena bedient wird.